# Contrato de compraventa (España)
En España, el contrato de compraventa, de acuerdo al artículo 1445 del Código Civil, es aquel contrato que hace surgir obligaciones sinalagmáticas para las partes contratantes, de manera que el vendedor estará obligado a la entrega de una cosa determinada, mientras que el comprador tendrá la obligación de pagar un precio cierto en dinero o signo que lo represente.
La compraventa es una de las figuras contractuales de mayor importancia histórica, pues al ser la herramienta jurídica utilizada para llevar a cabo el comercio de bienes, tendrá una trascendencia inmensa en el orden socioeconómico.
La regulación que el Código Civil hace del contrato de compraventa es tan extensa como deficiente, técnicamente hablando. Cabe añadir que dada la época de redacción del Código, este trata gran cantidad de temas con gran importancia pretérita, pero de un manifiesto carácter arcaico.

## Características
- Consensual: Se perfecciona por el mero consentimiento, que de acuerdo con el principio espiritualista del Derecho Civil español, no requiere de una forma determinada.
- Productor de obligaciones: Concede a las partes el derecho a exigir el cumplimiento de las recíprocas obligaciones que surgen como consecuencia de la perfección del contrato.
- Oneroso: Existe un intercambio patrimonial entre las partes como consecuencia de las obligaciones surgidas.
- Bilateral y recíproco: Para este contrato, se requerirá la voluntad de dos partes (bilateral), y se les atribuirán sendas obligaciones (reciprocidad).
- Conmutativo: La obligación de pago del precio del comprador y la obligación de entrega de la cosa del vendedor son esencialmente equivalentes. Rasgo importante para distinguir compraventas simuladas que encubren una donación en fraude de acreedores.

## Elementos
La figura contractual de la compraventa, al estar incluida dentro de la categoría de contratos típicos o nominados, posee un contenido de márgenes definidos, legal y jurisprudencialmente. Así, se precisa el objeto posible, se especifican las características de la contraprestación o precio, y se regulan las obligaciones que surgirán para ambas partes.
Hay que destacar que tal regulación suele consistir en un conjunto de normas de carácter dispositivo, susceptibles de ser omitidas en virtud del principio de autonomía de la voluntad, constituyendo, en muchos casos, elementos naturales del contrato (elementos que se presuponen aunque las partes no los mencionen, y que pueden ser suprimidos o alterados por voluntad de éstas).
En otras ocasiones, se establecen normas imperativas, que no pueden ser anuladas o modificadas por voluntad de las partes. No obstante, son minoría en la figura, al igual que sucede con la mayor parte del Derecho privado.

### Objeto
La cosa, objeto del contrato de compraventa, habrá de ser: 
- Corporal o incorporal: Será indiferente si el contrato tiene por objeto un determinado bien corporal, o si por el contrario versase sobre un derecho incorporal.
- Presente o futura: Podrá tratarse de un bien presente (como frecuentemente sucede) o por el contrario, el contrato podrá tener por objeto un bien futuro (excepto la herencia futura). De esta manera la emptio rei speratae consistirá en la compraventa de una cosa futura y actualmente inexistente, de manera que hasta que no exista, el vendedor no habrá de cumplir su obligación de entrega, así como el comprador no habrá de pagar el precio. En caso de que no llegue a existir la cosa esperada, ni el vendedor habrá de entregarla, ni el comprador tendrá que pagar el precio. No obstante, desde el momento de la perfección del contrato, surgirán una serie de obligaciones de hacer, entre las que hay que mencionar la prohibición de impedir el nacimiento de la cosa, así como actuar diligentemente para que llegue a tener existencia. En caso de incumplir estas obligaciones secundarias de efecto inmediato, mediando dolo o culpa de alguna de las partes, se producirá el incumplimiento de la obligación principal, y podrá ejercitarse la acción de resarcimiento de daños y perjuicios en contra de la parte cuyo incumplimiento fuera culposo o doloso. (vid. emptio spei, en la que el comprador pagará el precio aunque la cosa no llegue a existir, siendo por ello un contrato aleatorio y no de compraventa).
- Determinada: El contrato habrá de precisar la cosa que es objeto de la compraventa. Ello no quita para que pueda darse la compraventa de cosa genérica.
- Lícita: Según dicta el artículo 1271 del Código Civil, la cosa habrá de ser de lícito comercio.

### Precio
El precio a pagar habrá de ser cierto y determinable, y consistirá en dinero o signo que lo represente. En caso de no cumplirse este requisito esencial, las prestaciones de ambas partes consistirían en la entrega de una cosa, con lo que la figura resultante sería una permuta.
No es preciso especificar la cantidad de dinero en el momento en que se celebre el contrato, siempre que la determinación cuantitativa no se deje al arbitrio de uno de los contratantes. Si la determinación del precio queda al arbitrio de un tercero, y este no se pronuncia a la hora de realizar la determinación, el contrato será ineficaz. Cabe añadir que el tercero habrá de actuar acorde a la equidad, pudiendo impugnarse su decisión si no ha aplicado tal principio. Algo similar sucede cuando no se haya ajustado a las instrucciones fijadas en el contrato por las partes.
Acorde a la STS de 22 de junio de 1979, no se requiere un precio justo, pues debido a la inspiración ideológica liberal de nuestro Código Civil, las cosas tienen por valor lo que por ellas está dispuesto a pagarse. Por ello, el precio se deja a merced de las fuerzas del mercado, con excepciones notables en las que la ley impone un precio legal máximo. Cabe destacar como ejemplos ilustrativos la regulación de la venta de viviendas de protección oficial, así como la legislación protectora de la competencia en el mercado (destinada a combatir prácticas monopolísticas y de competencia desleal).

## Obligaciones

### Obligaciones del comprador
- Entrega del precio: El comprador tendrá la obligación de entregar al vendedor el precio, en la cantidad, lugar y fecha determinados en el contrato. Así pues, podrá darse un aplazamiento en la obligación de entrega del precio o de entrega de la cosa, además de convenir la localización concreta donde se haya de producir la tradición de la cosa o del precio. En caso de que no se especificase el lugar o el tiempo en que se haya de entregar el precio, se presumen situados en el momento y localización de la entrega de la cosa que se esté vendiendo, tal y como se desprende del artículo 1500 del Código Civil.

### Obligaciones del vendedor
- Entrega de la cosa o tradición: Obligación principal del vendedor, consistente en la puesta en poder y posesión del comprador de la cosa vendida, en el estado en que se encontrase al perfeccionar el contrato, junto con los frutos producidos desde entonces, así como sus accesorios.
- Saneamiento por evicción: El vendedor quedará obligado a garantizar al comprador la "posesión legal", con lo que en caso de que se produzca la evicción (privación de la cosa fundada en un derecho anterior), surge la obligación de recuperar la cosa, ahora en manos de un tercero, y en todo caso a indemnizar daños y perjuicios.
- Saneamiento por vicios ocultos: El vendedor habrá de responder por los vicios y defectos ocultos de la cosa, cuando éstos dificultasen o impidiesen el uso para el que se la destina, de manera tal que en caso de haberlos conocido, el comprador no hubiera hecho la adquisición, o hubiera dado un precio menor por ella. El comprador podrá desistir del contrato (acción redhibitoria) o podrá establecerse una rebaja proporcional y fijada por peritos sobre el precio original, teniendo el vendedor que abonar tal cantidad (acción quanti minoris). Hay añadir que no cabe el saneamiento por vicios ocultos cuando el comprador no actúa diligentemente, planteándose dos casos en los que no podrá exigirse el saneamiento al vendedor. El primero supone que el comprador, por razón de su oficio o profesión, debía de haber reconocido los vicios con facilidad. El segundo, en caso de que tales vicios fueran evidentes y saltaran a la vista de cualquier persona diligente.
- Saneamiento por evicción de cargas y gravámenes: En caso de que existan cargas o gravámenes no declaradas por el vendedor que hagan disminuir el goce, uso o disposición de la cosa, de tal forma, que el comprador, de haberlo sabido, hubiera dado un precio menor, o sencillamente no habría seguido interesado en realizar la compraventa, se permitirá a este desistir del contrato (acción redhibitoria), o bien establecer una rebaja proporcional a las cargas y gravámenes existentes, en cuantía a determinar por peritos (acción quanti minoris). Cabe destacar que la regulación de esta obligación sigue el cauce marcado para el sanemiento por vicios ocultos.

## Modalidades
- Compraventa con reserva de dominio: En esta modalidad, el traspaso posesorio es realizado en el momento de la perfección del contrato, quedando la transmisión de la propiedad supeditada al cumplimiento de una determinada condición.

- Compraventa con pacto de preferencia: Modalidad por la que nace la obligación para el comprador de permitir, en caso de futura venta, que una determinada persona adquiera la cosa, con prioridad sobre el resto de eventuales compradores.

- Compraventa con retracto convencional: Se atribuye al vendedor un derecho subjetivo, por el que puede recuperar la cosa vendida. En caso de bienes inmuebles, el pacto de retro que no haya sido inscrito en el Registro de la Propiedad no vincula al tercero que adquiera la propiedad procedente del comprador. Cabe añadir que la finalidad económica de esta figura gira en torno a la posibilidad de que el vendedor adquiera liquidez suficiente, con la futura esperanza de recuperar la cosa. De ahí que existan grandes facilidades para realizar un préstamo garantizado simulando una compraventa con retracto, por lo que habrá que indagar en la voluntad real de las partes para poder determinar si es o no una simulación.

- Compraventa ad gustum: Compraventa sometida a la condición futura e incierta de superar una prueba o degustación que permita averiguar si la cosa posee la calidad expresa o tácitamente convenida. Cabe añadir que de acuerdo con el artículo 1453 del Código Civil, no puede tratarse de una condición puramente potestativa, prohibida por dicho artículo. Finalmente, una vez haya resultado positiva la prueba, el comprador pierde la facultad de desistir de la compraventa.